# بول ديسماريس
بول ديسماريس (بالإنجليزية: Paul Desmarais) (و. 1927 – 2013 م) هو رائد أعمال، ورئيس-مدير عام كندي، ولد في غريتر سودبوري، توفي عن عمر يناهز 86 عاماً.
.

## التعليم
تعلم في جامعة مكغيل، وجامعة أوتاوا.

## جوائز
حصل على جوائز منها:
- وسام الصليب الأكبر لجوقة الشرف
- شريك وسام كندا
- وسام ليوبولد الثاني برتبة قائد  [لغات أخرى]‏
- دكتوراه فخرية.[3]